# 1917年のメジャーリーグベースボール
以下は、メジャーリーグベースボール（MLB）における1917年のできごとを記す。
1917年4月11日に開幕し10月15日に全日程を終え、ナショナルリーグはニューヨーク・ジャイアンツが4年ぶり8度目のリーグ優勝で、アメリカンリーグはシカゴ・ホワイトソックスが11年ぶり3度目のリーグ優勝を果たした。
ワールドシリーズはシカゴ・ホワイトソックスがニューヨーク・ジャイアンツを4勝2敗で破り1906年以来11年ぶりにシリーズ2度目の制覇となった。
1916年のメジャーリーグベースボール - 1917年のメジャーリーグベースボール - 1918年のメジャーリーグベースボール

## できごと
ナショナルリーグは、2年前に最下位となり、前年は4位に終わったニューヨーク・ジャイアンツが、エースのクリスティ・マシューソンらを思い切って放出して新しい陣容を整えて、内野はホーク一塁手、ハーゾク二塁手、ジマーマン 三塁手とすっかり若返り、ヘイニー・ジマーマンは最多打点112、ジョージ・バーンズが最多得点102、デーブ・ロバートソン が最多本塁打12本を打ち（この3人は前年も同じタイトルを取っている])、リーグ優勝した。
アメリカンリーグはシカゴ・ホワイトソックスが、投手はエディ・シーコット（最多勝28勝と最優秀防御率1.53）とレッド・フェイバー、打線はエディ・コリンズ（2年前にアスレチックスから移籍）とシューレス・ジョー・ジャクソン（2年前にクリーブランド・インディアンスから移籍、この年打率.301）が活躍して、リーグ優勝を果たした。
ワールドシリーズでは、投打のバランスが取れていたシカゴ・ホワイトソックスが、レッド・フェイバーの後半の三連投で3勝1敗と活躍してニューヨーク・ジャイアンツを圧倒し、た。しかしこれ以降ホワイトソックスのワールドシリーズ制覇は、88年後の2005年である。

### タイ・カッブ
アメリカン・リーグの首位打者にタイ・カッブが.383で返り咲き、前年首位打者のトリス・スピーカーは3位であった。またカッブは盗塁55でこの年の盗塁王に輝いていたが、このタイトルはこの年が最後となった。

### ジョージ・シスラー
2位に入ったのはセントルイス・ブラウンズのジョージ・シスラーであった。シスラーは入団2年目の前年に打率.305で3割に達して、3年目のこの年は打率.353で頭角を現してきた。3年後の1920年に4割打者となり打率.407で初の首位打者となった。その時にシーズン最多安打257本の記録を作った。

### 規則の改訂
- 投手の自責点の対象に、盗塁による失点が加えられた。

## 最終成績

### レギュラーシーズン
| 順 | チーム                           | 勝利 | 敗戦 | 勝率 | G差  |
| -- | -------------------------------- | ---- | ---- | ---- | ---- |
| 1  | シカゴ・ホワイトソックス         | 100  | 54   | .649 | --   |
| 2  | ボストン・レッドソックス         | 90   | 62   | .592 | 9.0  |
| 3  | クリーブランド・インディアンス   | 88   | 66   | .571 | 12.0 |
| 4  | デトロイト・タイガース           | 78   | 75   | .510 | 21.5 |
| 5  | ワシントン・セネタース           | 74   | 79   | .484 | 25.5 |
| 6  | ニューヨーク・ヤンキース         | 71   | 82   | .464 | 28.5 |
| 7  | セントルイス・ブラウンズ         | 57   | 97   | .370 | 43.0 |
| 8  | フィラデルフィア・アスレチックス | 55   | 98   | .359 | 44.5 |

| 順 | チーム                       | 勝利 | 敗戦 | 勝率 | G差  |
| -- | ---------------------------- | ---- | ---- | ---- | ---- |
| 1  | ニューヨーク・ジャイアンツ   | 98   | 56   | .636 | --   |
| 2  | フィラデルフィア・フィリーズ | 87   | 65   | .572 | 10.0 |
| 3  | セントルイス・カージナルス   | 82   | 70   | .539 | 15.0 |
| 4  | シンシナティ・レッズ         | 78   | 76   | .506 | 20.0 |
| 5  | シカゴ・カブス               | 74   | 80   | .481 | 24.0 |
| 6  | ボストン・ブレーブス         | 72   | 81   | .471 | 25.5 |
| 7  | ブルックリン・ロビンス       | 70   | 81   | .464 | 26.5 |
| 8  | ピッツバーグ・パイレーツ     | 51   | 103  | .331 | 47.0 |

### ワールドシリーズ
- ホワイトソックス 4 - 2 ジャイアンツ

| 10/ 6 – | ジャイアンツ     | 1 | - | 2 |  | ホワイトソックス |
| 10/ 7 – | ジャイアンツ     | 2 | - | 7 |  | ホワイトソックス |
| 10/10 – | ホワイトソックス | 0 | - | 2 |  | ジャイアンツ     |
| 10/11 – | ホワイトソックス | 0 | - | 5 |  | ジャイアンツ     |
| 10/13 – | ジャイアンツ     | 5 | - | 8 |  | ホワイトソックス |
| 10/15 – | ホワイトソックス | 4 | - | 2 |  | ジャイアンツ     |

## 個人タイトル

### アメリカンリーグ
| 項目   | 選手                     | 記録 |
| ------ | ------------------------ | ---- |
| 打率   | タイ・カッブ (DET)       | .383 |
| 本塁打 | ウォーリー・ピップ (NYY) | 9    |
| 打点   | ボビー・ヴィーチ (DET)   | 103  |
| 得点   | ドニー・ブッシュ (DET)   | 112  |
| 安打   | タイ・カッブ (DET)       | 225  |
| 盗塁   | タイ・カッブ (DET)       | 55   |

| 項目   | 選手                         | 記録 |
| ------ | ---------------------------- | ---- |
| 勝利   | エディ・シーコット (CWS)     | 28   |
| 敗戦   | ボブ・グルーム (SLA)         | 19   |
| 敗戦   | アレン・ソットロン (SLA)     | 19   |
| 防御率 | エディ・シーコット (CWS)     | 1.53 |
| 奪三振 | ウォルター・ジョンソン (WS1) | 188  |
| 投球回 | エディ・シーコット (CWS)     | 346⅔ |
| セーブ | デーブ・ダンフォース (CWS)   | 9    |

### ナショナルリーグ
| 項目   | 選手                       | 記録 |
| ------ | -------------------------- | ---- |
| 打率   | エド・ローシュ (CIN)       | .341 |
| 本塁打 | ギャビー・クラバス (PHI)   | 12   |
| 本塁打 | デーブ・ロバートソン (NYG) | 12   |
| 打点   | ヘイニー・ジマーマン (NYG) | 102  |
| 得点   | ジョージ・バーンズ (NYG)   | 103  |
| 安打   | ヘイニー・グロー (CIN)     | 182  |
| 盗塁   | マックス・キャリー (PIT)   | 46   |

| 項目   | 選手                         | 記録 |
| ------ | ---------------------------- | ---- |
| 勝利   | ピート・アレクサンダー (PHI) | 30   |
| 敗戦   | ジェシー・バーンズ (BSN)     | 21   |
| 敗戦   | エッパ・リクシー (PHI)       | 21   |
| 防御率 | フレッド・アンダーソン (NYG) | 1.44 |
| 奪三振 | ピート・アレクサンダー (PHI) | 200  |
| 投球回 | ピート・アレクサンダー (PHI) | 388  |
| セーブ | スリム・サリー (NYG)         | 4    |